# Zaoziorka
Zaoziorka (en rus: Заозёрка) és un poble del krai de Krasnoiarsk, a Rússia, segons el cens del 2010 tenia 157 habitants. Pertany al districte municipal d'Àban.